# Operacja Mountain Storm
Operacja Mountain Storm (mac. Операција Планинска бура, Operacija Planinska bura) – akcja przeprowadzona 7 listopada 2007 przez policję Macedonii Północnej przeciwko powołanym do armii Albańczykom. Operacja miała miejsce w paśmie górskim Szar Płanina w północno-zachodniej Macedonii Północnej. Operacja miała miejsce dokładnie we wsiach leżących niedaleko Tetova: Brodec, Vesala i Vejce.

## Tło
Dowódcą uzbrojonej grupy Kosowiańczyków był Lirim Jakupi - skazany kryminalista, który uciekł z więzienia w sierpniu 2007 roku. We wsi Odri tydzień wcześniej znaleziono ciało martwego Xhavida Moriny, który wydostał się z więzienia podczas tej samej ucieczki. Późnym październikiem (tego samego roku) zabito jednego, a zraniono dwóch oficerów policji w sąsiedztwie wioski Tanusevci. Wszystkie ww. wydarzenia miały miejsce w bliskich sobie lokalizacjach. Minister spraw wewnętrznych ogłosił, iż najprawdopodobniej za atak odpowiedzialni byli przemytnicy.

## Operacja
Minister spraw wewnętrznych Macedonii ogłosił, że podczas akcji zabitych zostało 6 osób, a 12 zostało rannych; 4 aresztowano jeszcze przed starciem. Policja, w wyniku prowadzenia czynności, ujawniła broń różnego typu, w tym ładunki wybuchowe, amunicję, broń automatyczną czy wyrzutnie rakiet. W operacji brały udział śmigłowce policyjne.
Świadek twierdził, że widział ludzi w ubraniach z insygniami UÇK, patrolujących wieś poprzedniego dnia. Według tego samego świadka podpalili oni jeden dom i ostrzelali lokalny meczet.
KFOR zwiększyło oddział na granicy Kosowa z Macedonią przed operacją.
KFOR twierdziło, że nic im nie wiadomo o domniemanym zestrzeleniu śmigłowca.

### Broń
Do broni skonfiskowanej po operacji należały:
- 61 min lądowych;
- 58 ręcznych granatów F1;
- 31 ładunków trotylu;
- 29 min przeciwpancernych;
- 9 granatników przeciwpancernych M80 Zolja;
- 9 karabinów maszynowych;
- 6 granatników przeciwpancernych ze 132 sztukami granatów;
- 4 karabiny wyborowe;
- 4 pociski ziemia-powietrze;
- 4 ręczne pociski ziemia-powietrze Strzała-2;
- 3 moździerze ze 111 sztukami granatów;
- 2 działa bezodrzutowe z 40 sztukami granatów;
- 2 granatniki M79 Osa z 7 rakietami;
- 2 zestawy plastycznego materiału wybuchowego;
- 1 ręczny granatnik 40mm MGL-6;
- 1 system przeciwpancernych pocisków kierowanych 9K111 Fagot
- i inne[5].